# 新灃集團
新灃集團有限公司，簡稱新灃集團（英語：Symphony Holdings Limited，港交所：1223），現任主席為鄭盾尼（2014年12月23日接任）。集團是一間綜合企業，經營品牌、零售及金融業務。集團持有優質的物業組合，以商場及寫字樓為主。商場以「奧萊+社區」模式，戰略性佈局消費力旺盛的核心地區，寫字樓則處於黃金商業地段。
品牌業務方面，集團擁有全球首個運動壓縮衣品牌SKINS的商標及專利，其他品牌業務還有日本酒、保健業務等。
集團旗下的華晉證券資產管理有限公司在香港經營金融業務多年，持有牌照第1類(證券買賣)、第4類(投資顧問)及第9類(資產管理)。
。

## 歷史
- 2004年，新灃集團成為Reebok的中國獨家商標許可使用商及分銷商。
- 2005年，新灃集團收購haggar品牌。
- 2006年，新灃集團收購PONY商標。
- 2007年，新灃集團與英國Pentland Brands Plc.簽訂Speedo的中國獨家分銷商及商標許可使用商。同年，與日本伊藤忠商事於簽訂PONY商標許可使用商協定。
- 2008年，新灃集團成為berghaus中國獨家分銷商及商標許可使用商成為MANGO的特許經營商。
- 2009年，新灃集團與日本豐田通商成立品牌合營公司JFT。
- 2010年，新灃集團成為日本品牌EDWIN中國分銷商及香港澳門商標許可使用商。
- 2011年，新灃集團與韓國Kumkang Shoes Co., Ltd.簽訂PONY商標許可使用商協定。同年，成為日本品牌LagunaMoon & DELYLE中國獨家分銷商及商標許可使用商。
- 2012年，新灃集團引入日本三菱地所共同發展奧特萊斯成立“尚柏奧萊”品牌。
- 2014年，新灃集團收購金門金寶來免稅店。
- 2015年，新灃集團以3000萬美元出售PONY美國地域性商標予美國ICONIX公司。[3]
- 2017年，新灃集團宣佈與阿瑞娜上海、上海迪桑特及迪桑特訂立合營公司協議，於中國內地銷售及分銷游泳服裝及其他運動服裝、鞋及相關配飾。[4]
- 2019年，新灃集團完成收購全球首個運動壓縮衣品牌SKINS的商標及專利。[5]
- 2020年，新灃集團與伊藤忠商事株式會社成立合資公司，共同營運「SKINS」品牌，包括但不限於製造、生產及分銷 「SKINS」壓縮產品、運動服飾及周邊產品。[6]
- 2022 年，新灃集團宣佈向Iconix International Inc.出售其在亞太地區以外的 PONY 商標，以及將PONY在亞太地區（除中國及台灣地區外）的商標出售給與 Iconix 成立的合資公司。總代價為2,800萬美元(約2.18億港元)。[7]

## 連結
- symphonyholdings.com （页面存档备份，存于）